# 圣莫里斯德旺塔隆
圣莫里斯德旺塔隆（法語：Saint-Maurice-de-Ventalon，法語發音：[sɛ̃ moʁis də vɛ̃talɔ̃]）是法国洛泽尔省的一个旧市镇，属于弗洛拉克区。

## 地理
圣莫里斯德旺塔隆（44°19'22"N, 3°49'45"E）面积38.51 平方千米，位于法国奧克西塔尼大區洛泽尔省，该省份为法国南部内陆省份，北起上盧瓦爾省和康塔爾省，西接阿韦龙省，南至加尔省，东临阿尔代什省。
与圣莫里斯德旺塔隆接壤的市镇（或旧市镇、城区）包括：勒蓬德蒙韦尔、圣弗雷扎尔-德旺塔隆、旺塔隆昂塞文。

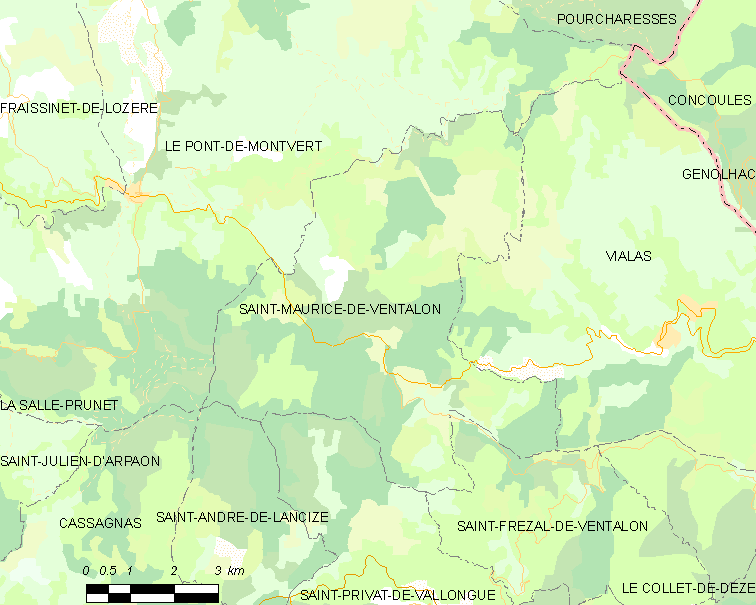
圣莫里斯德旺塔隆的OSM定位图

圣莫里斯德旺塔隆的时区为UTC+01:00、UTC+02:00（夏令时）。

## 行政
圣莫里斯德旺塔隆的邮政编码为48220，INSEE市镇编码为48172。

## 政治
圣莫里斯德旺塔隆所属的省级选区为圣艾蒂安-迪瓦尔多内县。

## 人口

1962-2008年间圣莫里斯德旺塔隆人口变化图示

圣莫里斯德旺塔隆于2018年1月1日时的人口数量为58人。